# Beddingham
Beddingham – wieś w Anglii, w hrabstwie East Sussex, w dystrykcie Lewes. Leży 74 km na południe od Londynu. Miejscowość liczy 286 mieszkańców.